# San Felipe
San Felipe là một khu tự quản thuộc tỉnh Guainía, Colombia. Thủ phủ của khu tự quản San Felipe đóng tại San Felipe Khu tự quản San Felipe có diện tích  ki lô mét vuông. Đến thời điểm ngày 28 tháng 5 năm 2005, khu tự quản San Felipe có dân số 630 người.